# Poa infirma
Poa infirma är en gräsart som beskrevs av Carl Sigismund Kunth. Poa infirma ingår i släktet gröen, och familjen gräs. Inga underarter finns listade i Catalogue of Life.